# Côte de Danco
Pour les articles homonymes, voir Danco.
La côte de Danco est une côte du nord de la péninsule Antarctique.
Elle a été explorée en janvier-février 1898 par l'expédition antarctique belge et nommée du nom d'un de ses membres, Émile Danco.

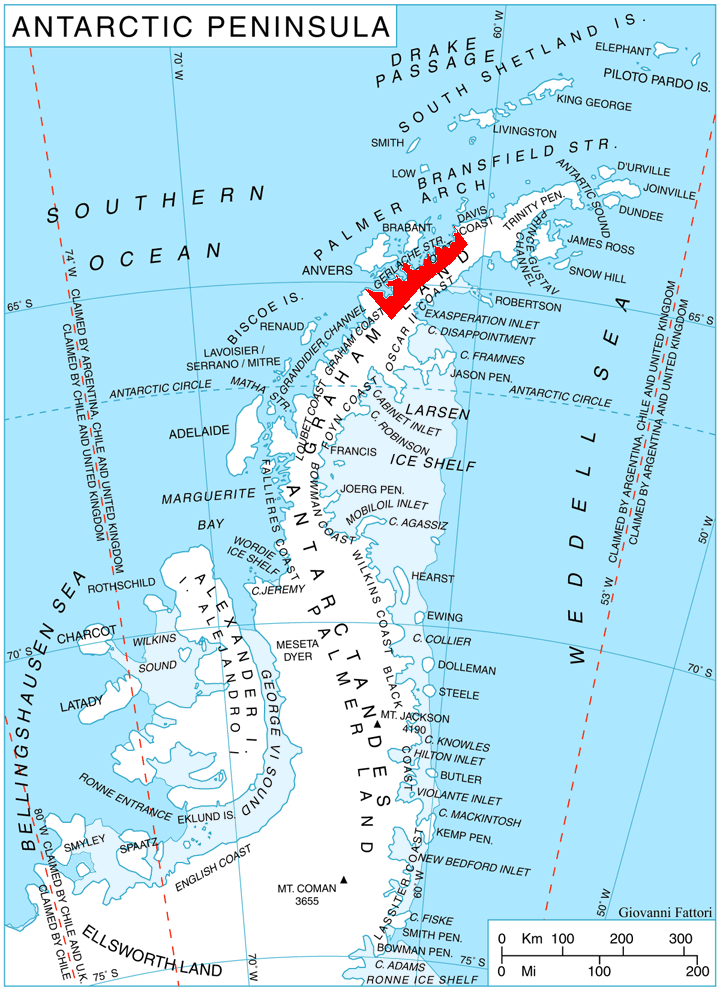
Côte de Danco.